# マリアナ・バレラ
マリアナ・バレラ（Mariana Jessica Varela、1996年8月26日 - ）は、アルゼンチンのモデル・女優。ミス・ユニバース2019に出場、ミス・グランド・インターナショナル 2020に出場したことで知られる。

## 経歴・人物
1996年8月26日、ブエノスアイレス州アルミランテ・ブロウンパルティードブルサコ市に生まれる。
ジャーナリズムを学ぶ学生だった2019年、ミス・ユニバース・アルゼンチン2019で優勝、ナショナルディレクターのOsmel Sousaによって戴冠される。
国を代表してミス・ユニバース2019に出場するが入賞はかなわなかった。
ミス・ユニバース・アルゼンチンとしての任期の途中、彼女はミス・グランド・アルゼンチン2020のタイトルを獲得する。これに伴いミス・ユニバース・アルゼンチンのタイトルは返上する。2021年3月27日、バンコクで開催されたミス・グランド・インターナショナル2020では新型コロナの影響も懸念されたが、検疫が十分機能しているタイでの開催ということで規模の縮小や審査へのバーチャルの導入などの措置は採られなかった。最終的に63人の出場者の中から総合Top10に残る。
2022年11月の報道によると、ミス・グランド・インターナショナル2020出場者のファビオラ・バレンティン（プエルト・リコ）と同性婚している。ミス・グランド・インターナショナル2020で出会ったのをきっかけに約2年交際をつづけ、プエルトリコの首都サンフアンの裁判所で2022年10月28日入籍した。ミス・グランド・インターナショナル2020のアベナ・アクアバは、「ミス・グランドインターナショナルが美しい関係をもたらした」とSNSに書き込んで二人を祝福した。